# Sotalia fluviatilis
La sotalia (Sotalia fluviatilis (Gervais & Deville, 1853)) è un delfino che vive sia nei fiumi del bacino amazzonico che nelle acque costiere del Sudamerica settentrionale ed orientale. Nonostante viva nelle stesse aree geografiche dei 'veri' delfini di fiume come l'inia, la sotalia non è strettamente imparentato geneticamente con essi. Viene classificato, invece, nella famiglia dei delfini (Delphinidae). Fisicamente la specie, soprattutto la varietà marina, ricorda il tursiope. Comunque, non è strettamente imparentato nemmeno con esso, ed appartiene quindi ad un genere monospecifico, Sotalia.

## Descrizione
La sotalia viene frequentemente descritta come simile nell'aspetto al tursiope. Comunque è generalmente più piccolo, soprattutto l'ecotipo fluviale (150 cm), più piccolo della sua controparte marina (fino a 210 cm). Il delfino ha una colorazione dal grigio chiaro al grigio bluastro sul dorso e sui fianchi. La regione ventrale è più chiara, spesso rosacea nell'ecotipo fluviale e grigio più chiaro in quello marino. La pinna dorsale è generalmente lievemente uncinata, soprattutto nei gruppi fluviali. Il rostro è ben definito e di lunghezza moderata.

## Distribuzione
La sotalia marina vive nei pressi degli estuari, delle insenature e di altre zone di acqua bassa protetta intorno alla costa orientale e settentrionale del Sudamerica. È stato registrato a sud fino al Brasile meridionale e a nord fino al Nicaragua. Siamo a conoscenza anche di un animale che ha raggiunto l'Honduras. La sotalia fluviale vive lungo tutto il corso del Rio delle Amazzoni e di molti dei suoi affluenti e in Venezuela, Perù, Colombia sud-orientale ed Ecuador orientale. Numerosi esemplari sono stati osservati a nord dell'Orinoco, ma non è chiaro se questi siano individui fluviali o esemplari marini che si sono persi.

## Comportamento
Sia gli esemplari marini che quelli fluviali vivono in piccoli gruppi di circa 10-15 individui, occasionalmente fino a 30 negli ambienti marini, e nuotano in gruppi ben compatti, cosa che suggerisce una struttura sociale altamente sviluppata. Le sotalie sono abbastanza attive e possono effettuare salti sull'acqua (comportamento noto come breaching) e capriole, spingere la testa fuori dall'acqua e sbattere la coda sulla superficie. Non si avvicinano, comunque, alle imbarcazioni.
Le sotalie sono state viste nutrirsi con altri delfini di fiume. Si nutrono di una grande varietà di pesci. Studi sul loro sviluppo suggeriscono che la specie possa vivere fino ai 30 (forma marina) o ai 35 (forma fluviale) anni.

## Conservazione
La sotalia è endemica della regione sopra descritta ed è considerata comune, sebbene non siano disponibili stime precise della popolazione. Possibili predatori naturali sono l'orca e lo squalo leuca, anche se non è mai stata osservata alcuna predazione. Un significativo problema causato dall'uomo è costituito dall'uso di reti da pesca. Non esistono dati precisi sul numero di sotalie uccise accidentalmente ogni anno a causa degli intrappolamenti. Altri problemi importanti in alcune aree sono le imbarcazioni e il turismo. Piccole imbarcazioni da pesca collidono a volte con i delfini che non sono abbastanza veloci da nuotare fuori dal pericolo in tempo per evitare queste collisioni. Sono stati riportati anche casi di caccia deliberata nel bacino amazzonico, per nutrirsi della carne o per usarla in mare come esca per gli squali. L'inquinamento, in particolare l'avvelenamento da mercurio delle acque dovuto all'uso delle miniere d'oro, è un rischio particolare per questa specie, che vive solamente nei pressi della costa.
Le sotalie in cattività non riescono a mantenere la salute fisica e attitudinale. In cattività rimangono solamente pochi esemplari in acquari europei.
Il 10 dicembre 2020, a causa di tutte le problematiche precedenti e dello studio sul numero di esemplari, l'Unione Internazionale per la Conservazione della Natura (IUCN) ha deciso di inserire la sotalia tra le specie in pericolo.